# ATR
ATR, sigla in francese e in italiano di Avions de Transport Régional (Aerei da Trasporto Regionale) è un gruppo di interesse economico produttore di aeromobili, leader mondiale nel segmento del trasporto regionale; è stato costituito nel 1981 dalla francese Aérospatiale (Airbus Group) e dall'italiana Aeritalia (poi Alenia Aermacchi, successivamente confluita in Finmeccanica, oggi Leonardo).
La sede della società è a Blagnac (Tolosa-Francia), gli uffici commerciali sono a Washington (Stati Uniti) per il mercato nordamericano e a Singapore (Asia) per quello asiatico.
L'italiana Alenia Aermacchi ha sviluppato l'ATR 42 (versione militare), impiegato dalla Guardia Costiera italiana e la Guardia di Finanza e l'ATR 72 (versione militare), ordinato dall'Aeronautica Militare italiana e dalla forza aerea turca.

## Storia

Logo di ATR in uso fino al 2015.

Il primo prototipo, l'ATR 42, fece il volo inaugurale il 16 agosto 1984 e il primo volo commerciale nel dicembre 1985.
L'ATR 72, più grande e potente, fu lanciato nel gennaio 1986.
Al 2002, circa 450 milioni di passeggeri avevano volato su un ATR.
Nel 2003 il consorzio ATR ha annunciato l'intenzione di entrare nell'industria dei jet.
La cerimonia di consegna del 700º ATR si è tenuta a Blagnac l'8 settembre 2006.
Il 25 giugno 2007 grazie al contratto con Malaysia Airlines gli ordini raggiungono quota 900 aerei.
Il 2 ottobre 2007, l'ATR ha annunciato la versione -600 dei suoi turboelica.
Il 3 maggio 2012, con la consegna ad Air Nostrum, ATR consegna il millesimo velivolo.

Dal 17 settembre 2022, l'amministratore delegato di ATR è Nathalie Tarnaud Laude.

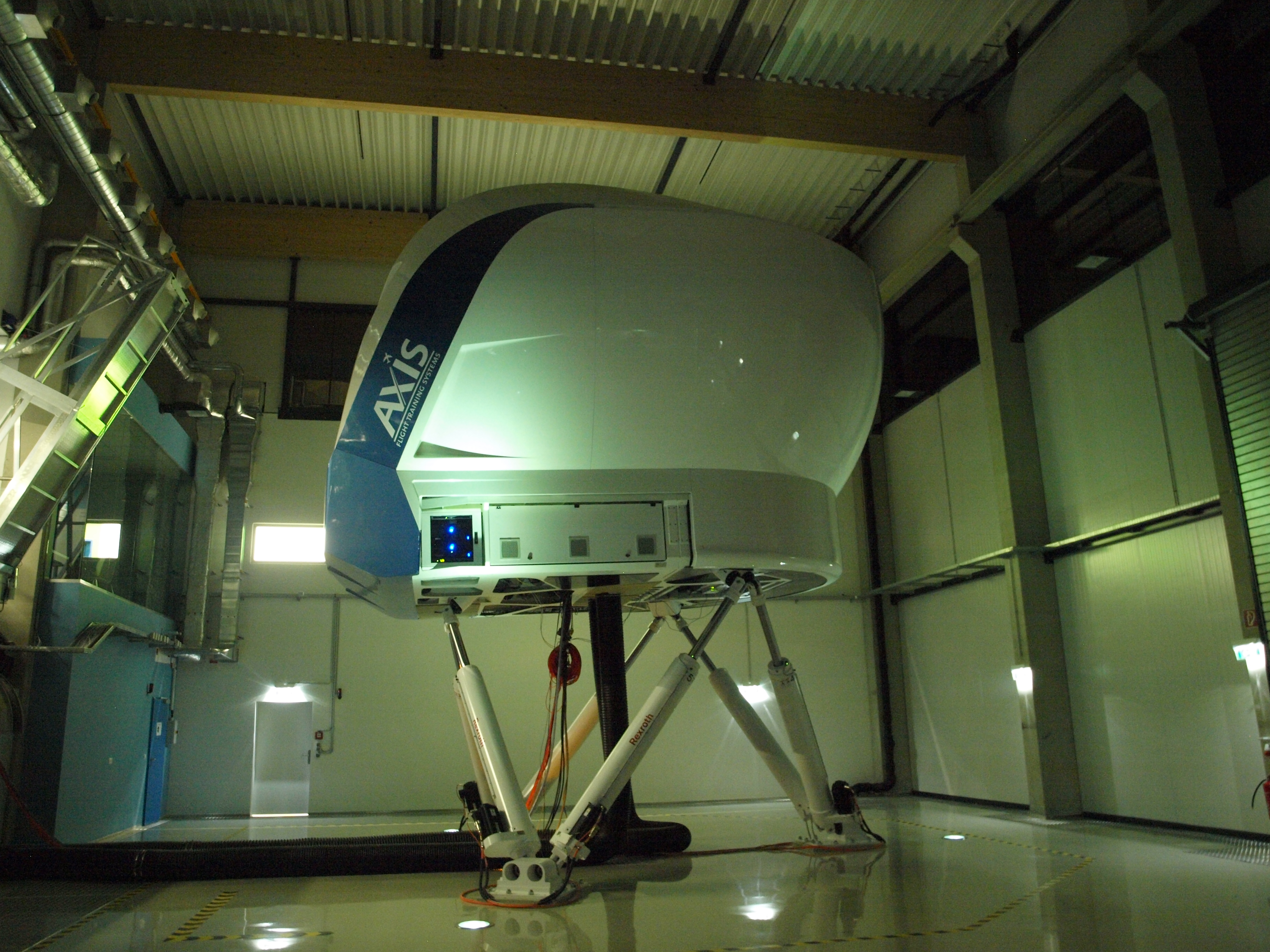
Simulatore di volo dell'ATR

### Direttori generali
- Antoine Bouvier (1998-2001)
- Jean-Michel Léonard (2001-2004)
- Filippo Bagnato (2004-2007)
- Stéphane Mayer (2007-2010)
- Filippo Bagnato (2010-2014)
- Patrick de Castelbajac (2014-2016)
- Christian Scherer (2016-2018)
- Stefano Bortoli (2018-2022)
- Nathalie Tarnaud Laude (2022-)

## Modelli

Modelli ATR in produzione(cliccare sul bordo inferiore della foto per ulteriori informazioni).
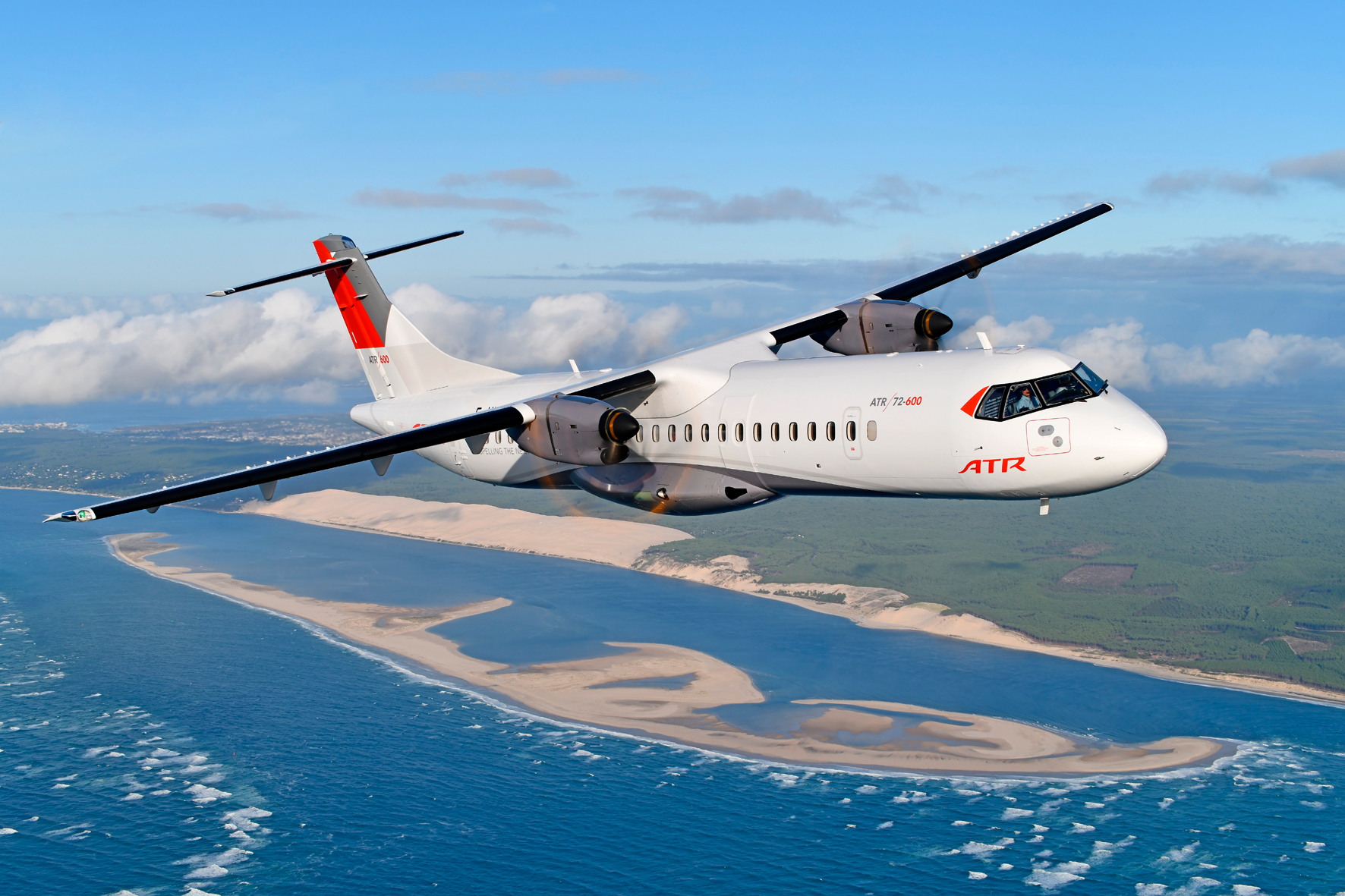
ATR 72-600
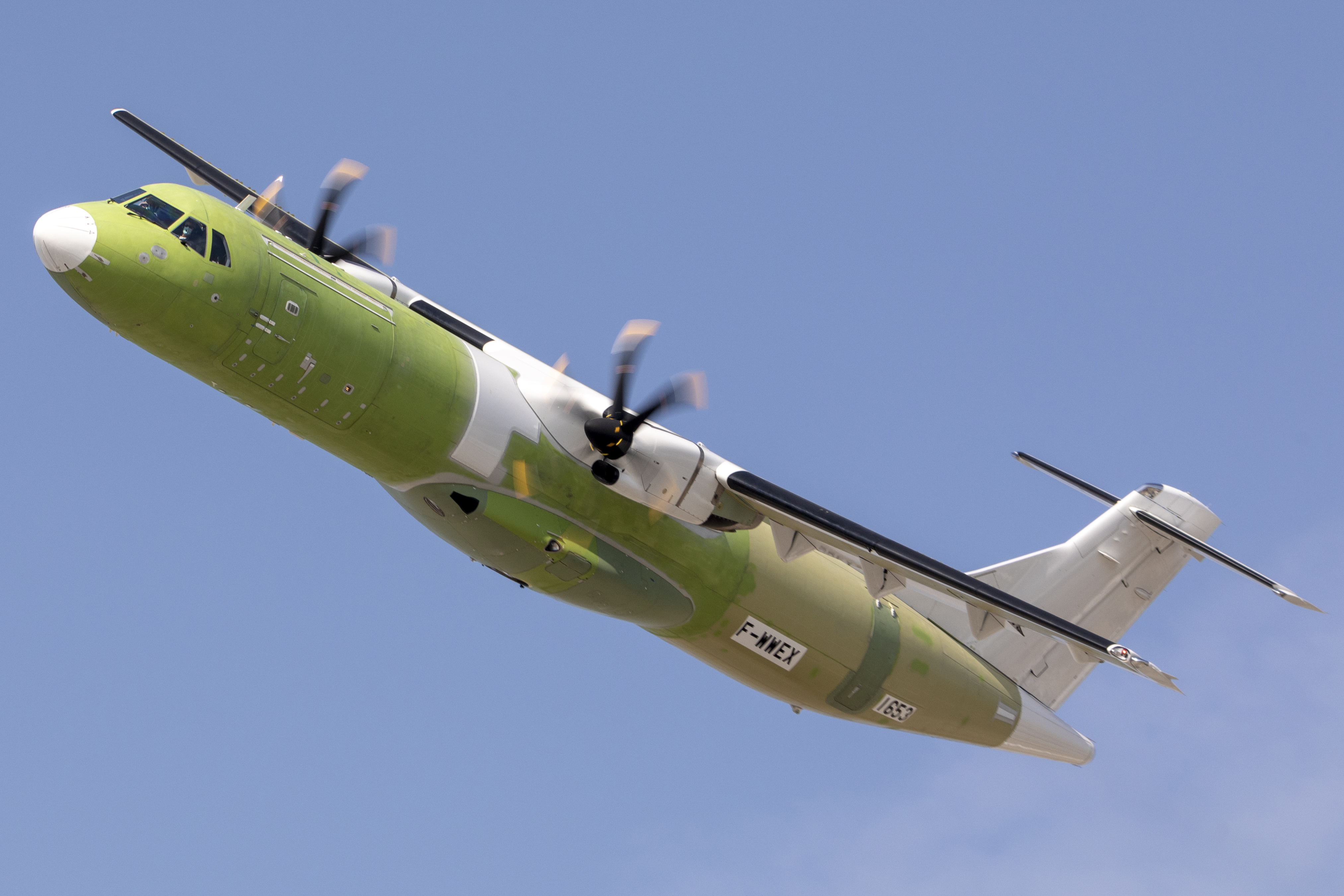
ATR 72-600F versione cargo
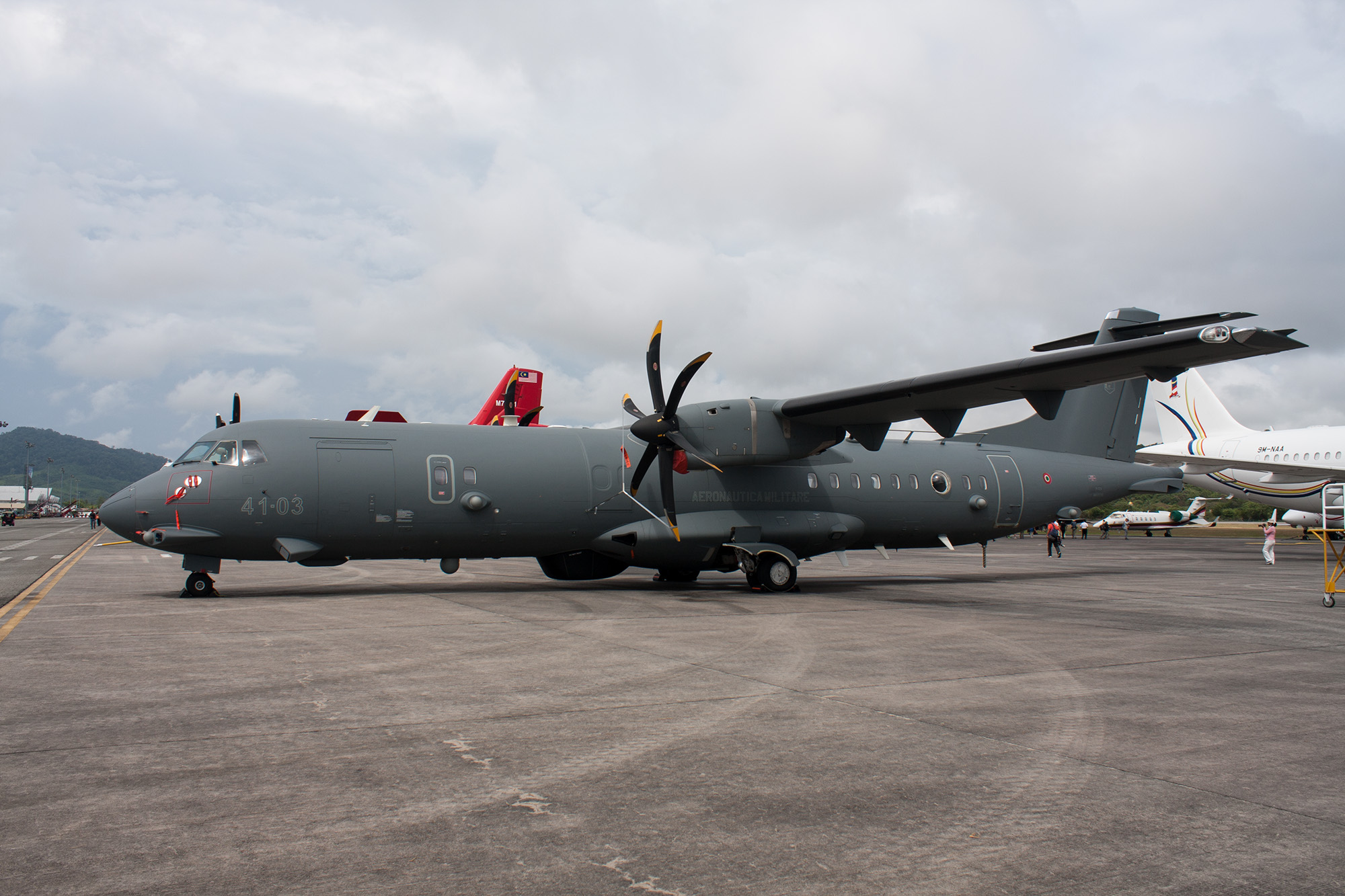
ATR 72MP

ATR 42 (primo volo agosto 1984)
- ATR 42-300 (in servizio dal 1985)[2]
- ATR 42-320 (in servizio dal 1987)[2]
- ATR 42-500 (in servizio dal 1995)[2]
- ATR 42-600 (in servizio dal 2011)[2]
- ATR 42 militari
  - ATR Surveyor[3]

ATR 72 (primo volo gennaio 1986)
- ATR 72-200 (in servizio dal 1989)[2]
- ATR 72-210 (in servizio dal 1992)[2]
- ATR 72-500 (in servizio dal 1997)[2]
- ATR 72-600 (in servizio dal 2011)[2]
- ATR 72 militari
  - ATR 72 ASW[3]

## Ordini e consegne
160 operatori in più 90 paesi diversi. Aggiornato al 3 ottobre 2010
| Aeromobile | Ordini | Consegne |
| ---------- | ------ | -------- |
| ATR 42     | 465    | 420      |
| ATR 72     | 1107   | 864      |
| ALTRI      | 223    | 223      |
| Totale     | 1795   | 1507     |

## Galleria d'immagini

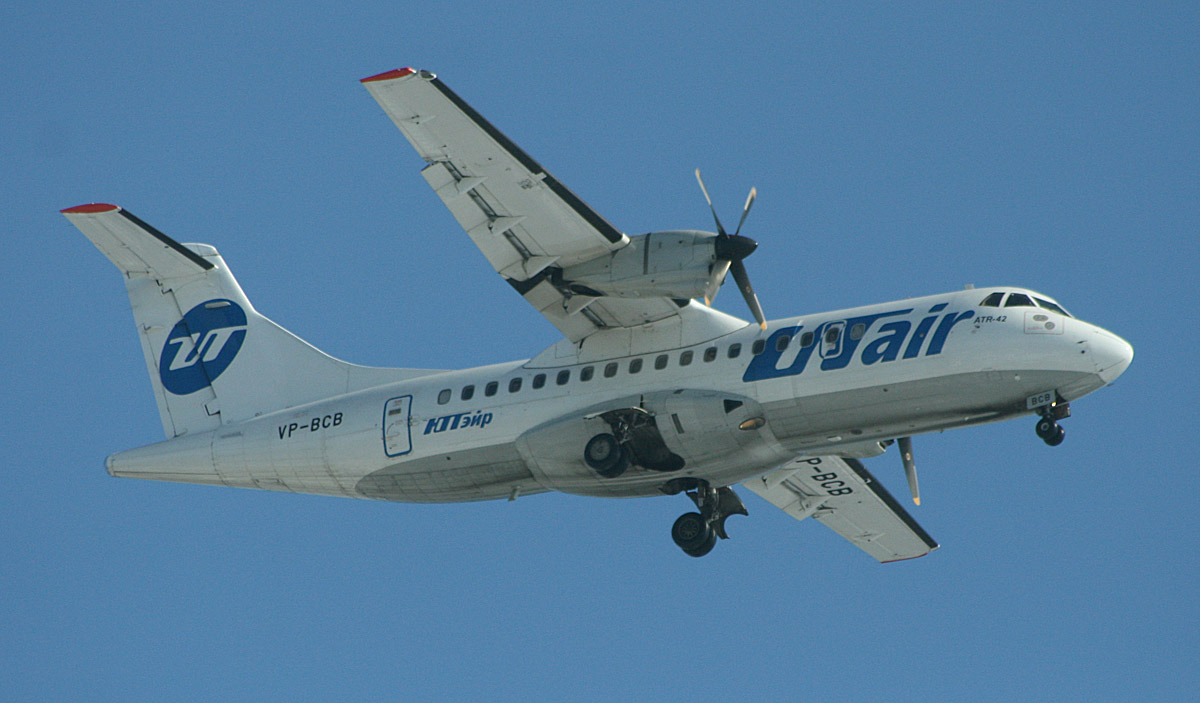
Un ATR 42-300 della UTair.
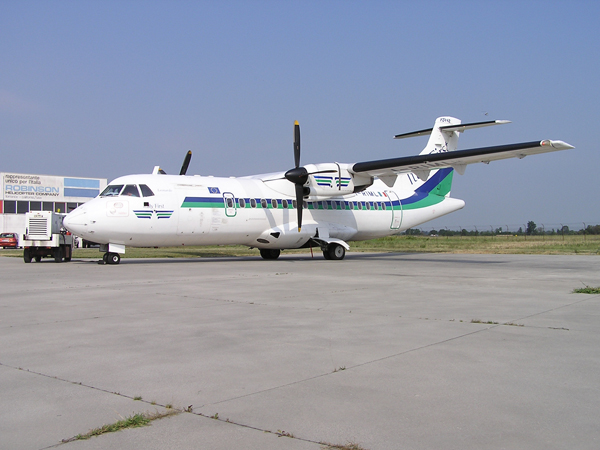
Un ATR 42-320 della Italy First.
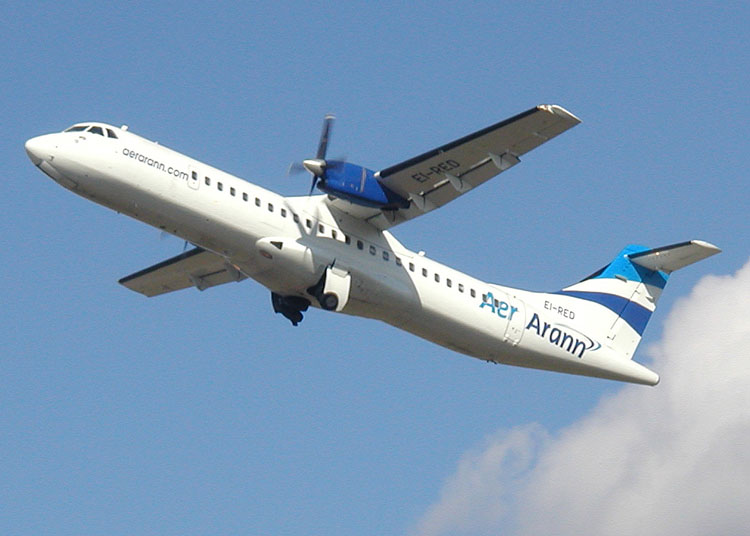
Un ATR 72-202 dell'Aer Arann.
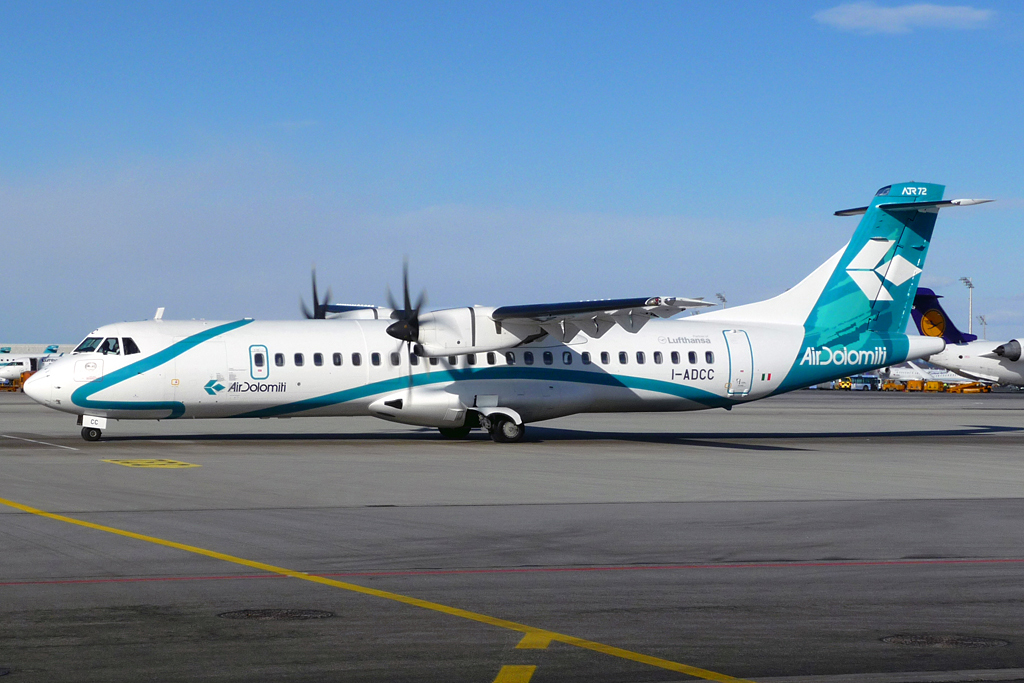
ATR 72-500, Air Dolomiti.
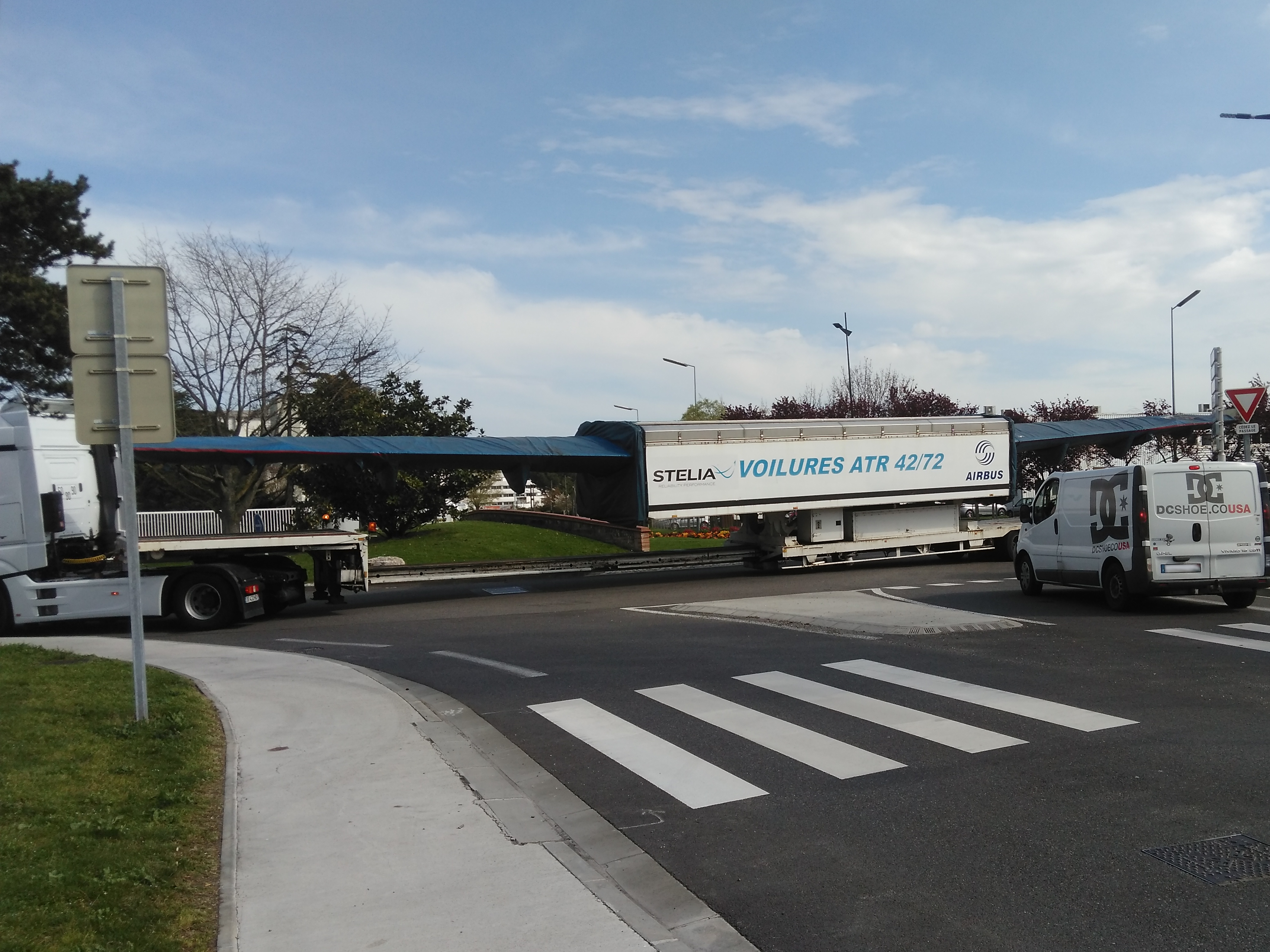
Ali di un ATR che vengono trasportate al Toulouse Final Assembly Line.

## Aeromobili simili
- Bombardier Q Series
- Fokker F27 e F50
- Saab 2000 e 340